# Bahnstrecke Alzey–Mainz
| |                                          |                                             |                                             |
| Streckennummer: | 3523                                     |                                             |                                             |
| Kursbuchstrecke (DB): | 661                                      |                                             |                                             |
| Kursbuchstrecke: | 273a (1946) 273c (Alzey – Armsheim 1946) |                                             |                                             |
| Streckenlänge: | 41,1 km                                  |                                             |                                             |
| Spurweite: | 1435 mm (Normalspur)                     |                                             |                                             |
| |                                          |                                             |                                             |
| \| \| \| von Worms \| \| \| \| \| Donnersbergbahn von Kirchheimbolanden \| \| \| \| 9,0 \| Alzey \| 192 m \| \| \| \| nach Bodenheim \| \| \| \| 11,4 \| Albig \| Albig \| \| \| \| Wiesbachtalbahn von Wendelsheim \| \| \| \| 16,7 \| Armsheim \| 141 m \| \| \| \| nach Bingen Stadt \| \| \| \| 22,6 \| Wörrstadt \| 190 m \| \| \| 27,1 \| Saulheim \| 155 m \| \| \| \| Selz \| \| \| \| 32,4 \| Nieder Olm \| 135 m \| \| \| 36,4 \| Klein Winternheim-Ober Olm \| 169 m \| \| \| \| Klein Winternheimer Tunnel (378 m) \| \| \| \| 39,9 \| Mainz-Marienborn \| 163 m \| \| \| 44,5 \| Mainz-Gonsenheim \| Mainz-Gonsenheim \| \| \| 46,5 \| Anst Mainz Kleiner Sand \| Anst Mainz Kleiner Sand \| \| \| 47,6 \| Mainz Waggonfabrik \| Mainz Waggonfabrik \| \| \| \| linksrheinische Strecke von Köln \| \| \| \| 50,1 \| Mainz Hbf \| Mainz Hbf \| \| \| \| nach Ludwigshafen und nach Frankfurt (Main) \| \| |                                          |                                             |                                             |
| Strecke |                                          | von Worms                                   | von Worms                                   |
| Abzweig geradeaus und von links |                                          | Donnersbergbahn von Kirchheimbolanden       | Donnersbergbahn von Kirchheimbolanden       |
| Bahnhof | 9,0                                      | Alzey                                       | 192 m                                       |
| Abzweig geradeaus und ehemals nach rechts |                                          | nach Bodenheim                              | nach Bodenheim                              |
| Haltepunkt / Haltestelle | 11,4                                     | Albig                                       | Albig                                       |
| Abzweig geradeaus und ehemals von links |                                          | Wiesbachtalbahn von Wendelsheim             | Wiesbachtalbahn von Wendelsheim             |
| Bahnhof | 16,7                                     | Armsheim                                    | 141 m                                       |
| Abzweig geradeaus und nach links |                                          | nach Bingen Stadt                           | nach Bingen Stadt                           |
| Bahnhof | 22,6                                     | Wörrstadt                                   | 190 m                                       |
| Bahnhof | 27,1                                     | Saulheim                                    | 155 m                                       |
| Brücke über Wasserlauf |                                          | Selz                                        | Selz                                        |
| Bahnhof | 32,4                                     | Nieder Olm                                  | 135 m                                       |
| Haltepunkt / Haltestelle | 36,4                                     | Klein Winternheim-Ober Olm                  | 169 m                                       |
| Tunnel |                                          | Klein Winternheimer Tunnel (378 m)          | Klein Winternheimer Tunnel (378 m)          |
| Bahnhof | 39,9                                     | Mainz-Marienborn                            | 163 m                                       |
| Bahnhof | 44,5                                     | Mainz-Gonsenheim                            | Mainz-Gonsenheim                            |
| Abzweig geradeaus und ehemals nach links | 46,5                                     | Anst Mainz Kleiner Sand                     | Anst Mainz Kleiner Sand                     |
| Haltepunkt / Haltestelle | 47,6                                     | Mainz Waggonfabrik                          | Mainz Waggonfabrik                          |
| Abzweig geradeaus und von links |                                          | linksrheinische Strecke von Köln            | linksrheinische Strecke von Köln            |
| Bahnhof mit S-Bahn-Halt | 50,1                                     | Mainz Hbf                                   | Mainz Hbf                                   |
| Strecke |                                          | nach Ludwigshafen und nach Frankfurt (Main) | nach Ludwigshafen und nach Frankfurt (Main) |

Die Bahnstrecke Alzey–Mainz verbindet die rheinland-pfälzische Kreisstadt Alzey mit der etwa 30 km (Luftlinie) nordnordöstlich davon gelegenen Landeshauptstadt Mainz.

#### Mainz-Marienborn

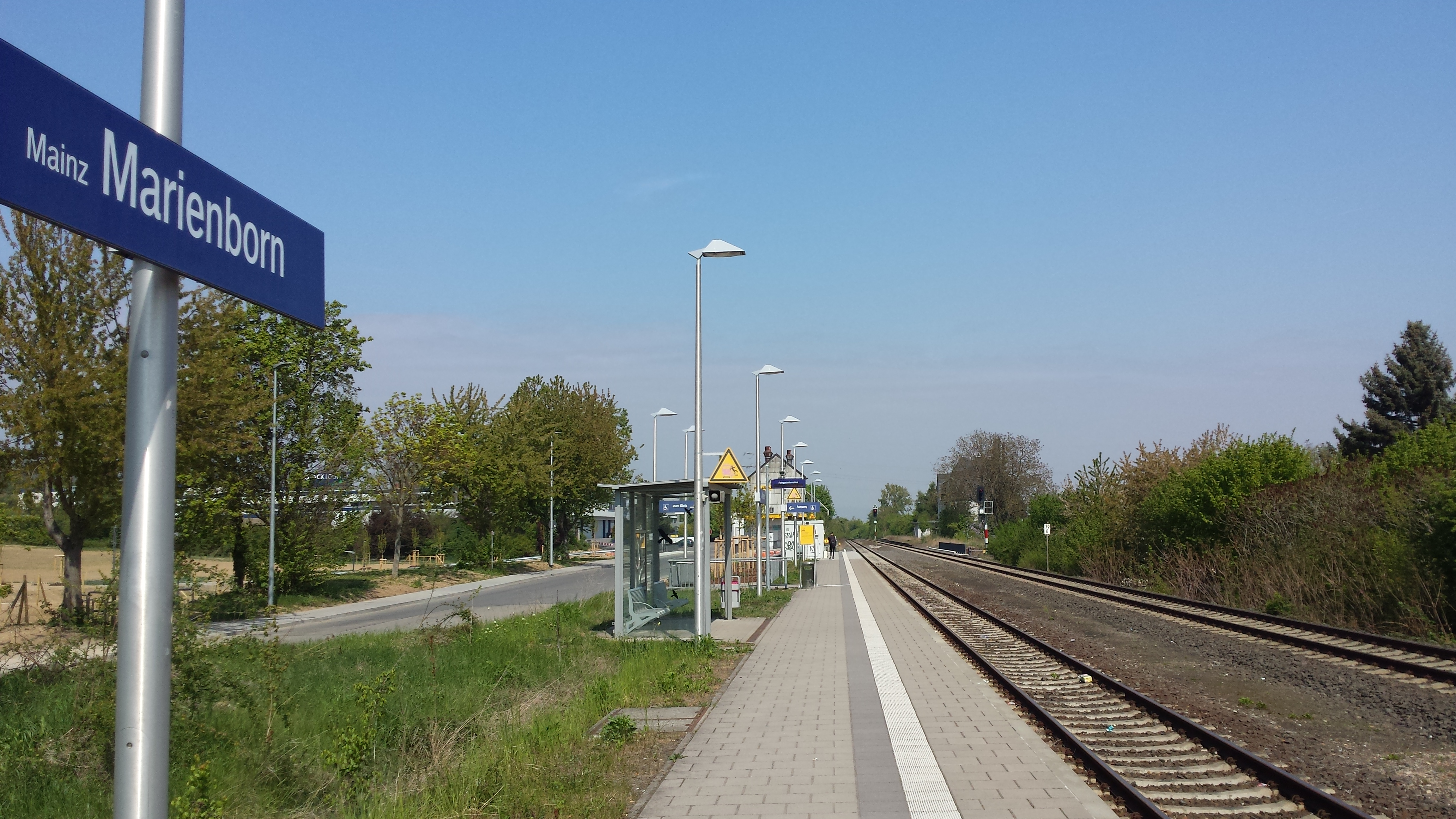
Bahnhof Mainz-Marienborn

## Geschichte

### Von den Anfängen bis 1945

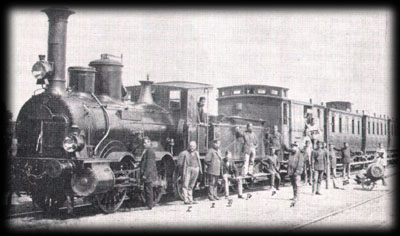
Zug der Hessischen Ludwigsbahn im Bahnhof Alzey

Die Strecke wurde am 18. Dezember 1871 von der Hessischen Ludwigsbahn eröffnet. Die Bahnhöfe der Strecke zwischen Mainz-Gonsenheim und Wörrstadt erhielten 1906 Ausfahrsignale. 1907 erhielt die Strecke zwischen Mainz und Armsheim Streckenfernsprecher und am 10. Februar 1914 wurden zwischen Mainz und Armsheim „mit Eintritt der Dunkelheit“ neue „Doppellichtvorsignale“ in Betrieb genommen, die dem heute noch gebräuchlichen Modell des Formsignals entsprachen.
Am 14. Juni 1914 ereignete sich bei Streckenkilometer 19,6 ein Dammrutsch, der aber durch aufmerksame Eisenbahner rechtzeitig bemerkt wurde, wodurch ein Unfall verhindert werden konnte.
Am 9. März 1923 verunglückte auf der Strecke ein Zug während der Alliierten Rheinlandbesetzung. In dieser Zeit war auch die Strecke Alzey–Worms dem französischen Regiebetrieb unterworfen. Es kam im gesamten besetzten Gebiet zu zahlreichen Sabotageakten deutschen Bahnpersonals und Dritter gegen die von der französischen Besatzungsmacht in ihrem Bereich betriebene Eisenbahn. Oft fehlen dazu detaillierte Angaben, da die Besatzung bei solchen Vorfällen grundsätzlich verhinderte, dass Informationen nach außen drangen. Oft lässt sich im Einzelfall nicht mehr entscheiden, ob der Vorfall auf einem Anschlag, Mängel an den Fahrzeugen und der Infrastruktur oder dem unsachgemäßen Umgang französischen Militärpersonals mit Fahrzeugen und Vorschriften beruhte.
Vor dem Zweiten Weltkrieg wurden die Strecken Alzey – Mainz und Alzey – Bingerbrück im Personenverkehr im Wesentlichen von Zügen befahren, die auf allen Stationen hielten (teilweise außer Waggonfabrik) und auch nur als Inselbetrieb – es gab also keine oder nur ganz selten Durchläufe zu anderen Strecken und erst recht keinen Fernverkehr. Der Sommerfahrplan 1939 allerdings verzeichnet zusätzlich zum Grundangebot ein Eilzug-Paar von Mainz über Kirchheimbolanden nach Pirmasens, das nur an wichtigeren Stationen hielt, täglich während der Sommerferien verkehrte und offensichtlich für Ausflügler zum Pfälzer Wald gedacht war. Nach dem Krieg verkehrte es nicht mehr, da die Brücke südlich Kirchheimbolanden zerstört war und nie wieder aufgebaut wurde.

### Nach dem Zweiten Weltkrieg
Auch nach 1945 gab es bis zur Stilllegung der Kirchheimbolandener Strecke 1951 keine Durchläufer dorthin. Jedoch weisen die Fahrpläne der 1950er-Jahre zunehmend Schienenbusse aus, die von Alzey über Armsheim bis Flonheim oder Wendelsheim durchliefen. Als weitere Innovation wurden Züge eingeführt, die zwischen Mainz und Nieder-Olm ohne Halt durchfuhren. Diese wurden zunächst genau wie die anderen Züge als Personenzüge bezeichnet, während der 1960er-Jahre jedoch oft als Eilzug. Um 1962 wurde eine morgendliche Direktverbindung von Alzey nach Frankfurt eingeführt, und der Sommerfahrplan 1965 enthält erstmals einen sogenannten Sonntagsausflugszug (hierfür galten ermäßigte Tarife) als Eilzug von Mainz über Alzey nach Neustadt an der Weinstraße, der allerdings Anfang der 1970er-Jahre schon wieder aus dem Fahrplan verschwunden war. In den 1960er-Jahren wurden die Dampfloks zunehmend durch modernere Fahrzeuge wie Schienenbusse, Akkutriebwagen und Dieselloks (insb. Baureihe V 100) ersetzt, die fortan das Bild prägten.
Von ihrem Anfang bis in die 1980er-Jahre war die Strecke ein typisches Beispiel für eine von einer Hauptroute (Linke Rheinstrecke) abzweigende Nebenlinie mit einer entsprechenden Zugdichte – diese lag etwas oberhalb derjenigen von „reinen“ Nebenbahnen, die abseits jeglicher Großstädte verkehrten, war jedoch nach heutigem Empfinden immer noch sehr dünn. Durch die Motorisierung der Bevölkerung sanken die Fahrgastzahlen, so dass um 1976 herum zwecks Kostensenkung der Betrieb zu besonders schwach nachgefragten Zeiten wie Samstag-nachmittags und sonntags eingestellt wurde. Der morgendliche Direktzug Alzey – Frankfurt, der nur in dieser Richtung verkehrte und diese Distanz 1970 in 1 Stunde 38 Minuten bewältigte (also nur 11 Minuten langsamer als die heutige schnellste Direktverbindung, Stand 2021) konnte sich bis Mai 1979 halten, im Jahresfahrplan 1979/80 verkehrte er nur noch bis Rüsselsheim, ab Sommer 1980 endete er in Mainz, wobei allerdings zeitgleich zwischen Mainz und Frankfurt der S-Bahn-Verkehr – damals als Linie S 14 – aufgenommen wurde.
Als Beispiel für das Zugangebot vor der Bahnreform sei der Winterfahrplan 1988/89 (Tabelle 655) angeführt. Er weist etwas unter 20 Zugpaare aus, samstags knapp die Hälfte, sonntags gar keine Züge. 1988 herrschte Betriebsruhe unter der Woche ab circa 21 Uhr, samstags schon ab etwa 15 Uhr. Vormittags klafften erhebliche Lücken im Fahrplan, der 1988 bereits deutliche Ansätze einer durchgehenden Vertaktung zeigte. Es gab nach wie vor keinen Fernverkehr, jedoch weiterhin Nahverkehrszüge, welche weniger bedeutende Halte wie Waggonfabrik, Gonsenheim und/oder Marienborn ausließen. Auf der südlichen Fortsetzung von Alzey nach Kirchheimbolanden verkehrten von 1951 bis 1999 nur Güterzüge, einige Nahverkehrszüge zwischen Mainz und Alzey liefen jedoch südlich von/bis Worms oder Biblis durch. Verlängerungen über den nördlichen Endpunkt Mainz hinaus gab es hingegen seit 1980 keine mehr.
Im Güterverkehr gab es bis Anfang oder Mitte der 1990er-Jahre mindestens ein Güterzugpaar am Tag zwischen Mainz und Alzey, danach noch mit sinkender Frequenz zwischen Mainz und Nieder-Olm bis zuletzt April 2001. Als letzter Rest endeten die sporadischen Militärtransporte zwischen Mainz Hbf und Gonsenheim im Herbst 2002. Bis 1992 wurden außerdem in ganz Rheinhessen jeden Herbst während der Rübenkampagne Zuckerrüben auf die Bahn verladen, hierzu existierten aus Beton errichtete hohe Laderampen, von denen aus die landwirtschaftlichen Fahrzeuge ihre Fracht direkt in die offenen Bahnwaggons hineinkippen konnten. Überbleibsel dieser Beton-Rampen sind bis heute zum Beispiel in Mainz-Marienborn und Klein-Winternheim deutlich zu erkennen.

### Bahnreform und Rheinland-Pfalz-Takt
Der „Durchbruch“ für diese Strecke kam am 28. Mai 1995 mit der Einführung des Rheinland-Pfalz-Taktes, der zwischen Mainz und Alzey von Anfang an einen Halbstundentakt an allen Tagen der Woche vorsah, mit stündlichen Zügen bis in den späten Abend (anfangs nur samstags). Auch an Wochentagen erhöhte sich die Zahl der Zugpaare schlagartig auf über 30. Hierbei bestand der Takt von Beginn an aus einem Wechsel zwischen RegionalBahnen, die alle Halte bedienten, und RegionalExpressen, die weniger frequentierte Halte ausließen, wobei beide Zugarten zunächst gleichermaßen als SE (StadtExpress) bezeichnet wurden. Wenige Jahre später wurden landesweit an Sommer-Sonntagen sogenannte „Ausflugszüge“ eingeführt, was der Strecke Mainz – Alzey den bis heute verkehrenden „Elsass-Express“ nach Wissembourg und anfangs zusätzlich den „Weinstraßen-Express“ nach Neustadt (Weinstraße) brachte. Letzterer wurde um 2001 eingestellt, stattdessen verkehrte aber der „Donnersberg-Express“ nach Kirchheimbolanden, wo Busanschluss zum Donnersberg (Bastenhaus) besteht. Zwischen 1995 und 2014 prägten die roten DB-Dieseltriebwagen der Baureihe 628 das Bild, während der Hauptverkehrszeiten kamen auch Doppelstockzüge mit Dieselloks der Baureihe 218 zum Einsatz.
Eine weitere markante Veränderung im Fahrplankonzept erfolgte im Dezember 2014, als der Betrieb im Zuge einer Ausschreibung vom bisherigen Betreiber DB Regio auf den neuen Betreiber Vlexx überging. Von den bisher in Alzey endenden Zügen wurde pro Stunde einer südlich von/bis Kirchheimbolanden verlängert. Außerdem wurden während der Berufsverkehrszeiten mehrere Zugpaare über Mainz hinaus bis nach Frankfurt am Main verlängert, so dass sich unter der Woche durchgehende Fahrmöglichkeiten von Kirchheimbolanden bis zur Frankfurter Innenstadt und zum Flughafen ergeben. Ferner änderten sich die Taktlagen der Linien erheblich, da die Zugkreuzungen an andere Orte verlegt wurden. Vlexx setzt seit 2014 ausschließlich seine blauen Dieseltriebwagen der Bauart Alstom Coradia LINT ein, je nach Verkehrsaufkommen werden bis zu drei Einheiten zusammengekuppelt. Mittlerweile verkehrt der „Elsass-Express“ über die linke Rheinstrecke, sodass er zwischen Mainz und Alzey entfällt.

## Infrastruktur

### Strecke

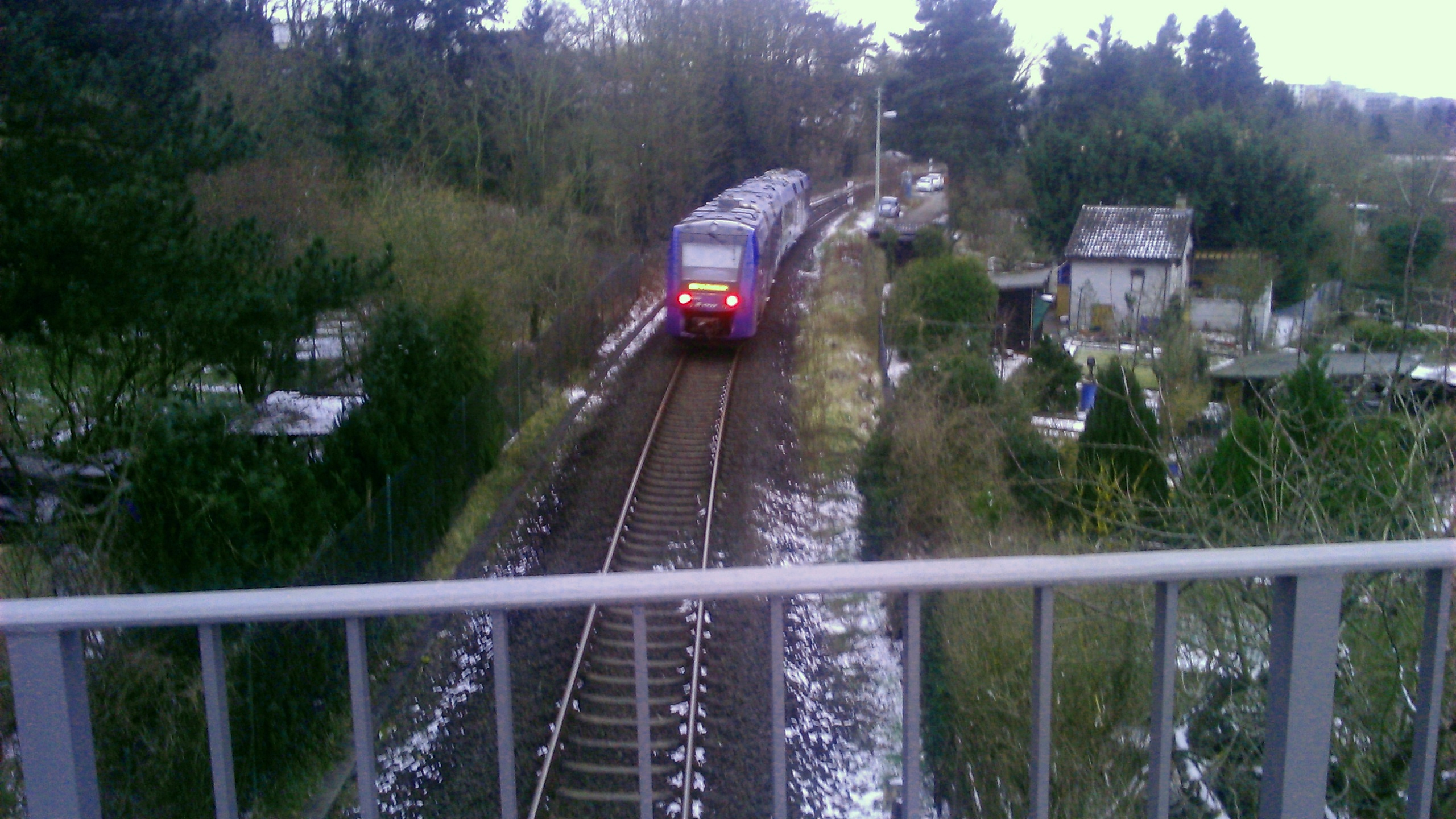
RE 13 bei Mainz-Gonsenheim

Die Strecke ist nicht elektrifiziert und gehört unabhängig vom Betreiberwechsel 2014 nach wie vor zur Infrastruktur der DB Netz AG. In Alzey schließt die Donnersbergbahn nach Kirchheimbolanden an, welche dem privaten Infrastrukturunternehmen RP-Eisenbahn GmbH gehört. Seit Dezember 2014 verkehren auf beiden Strecken durchgehend von Mainz bis Kirchheimbolanden die von der Firma Vlexx betriebenen Linien RB 31 und RE 13. Der zweigleisige Streckenabschnitt zwischen Alzey und Armsheim wird dabei zusätzlich von den Zügen der Rheinhessenbahn von Bingen (Rhein) nach Worms genutzt.
Ab Armsheim ist die Strecke in nördliche Richtung nach Mainz nur eingleisig ausgebaut. Sie kann deshalb maximal in halbstündigem Takt bedient werden. Die planmäßigen Zugkreuzungen fanden von der Einführung des Rheinland-Pfalz-Taktes 1995 bis Dezember 2014 in der Regel in Saulheim (RB/RE) sowie in Mainz-Marienborn (RB) bzw. Mainz-Gonsenheim (RE) statt. Das Kreuzen der RB bei deren Halten in Marienborn machte jedoch nur Sinn, solange dort zwei Bahnsteigkanten und örtliches Aufsichtspersonal zur Sicherung des höhengleichen Zugangs zum hinteren Gleis vorhanden waren. Dies war ab 2007 nicht mehr der Fall, weil dann die Bahnhöfe der Strecke soweit umgebaut und modernisiert waren, dass sie zentral vom neuen Elektronischen Stellwerk (ESTW) „Alzeyer Y“ ferngesteuert werden konnten, wodurch das örtliche Personal entlang der Strecke entfiel. Zudem verfügte Marienborn nach dem Umbau aus Kostengründen nur noch über einen einzigen Bahnsteig, so dass sich dort zwar weiterhin die RB-Züge begegneten, aber nur noch einer von beiden zum Ein-/Aussteigen genutzt werden konnte. Mit Rücksicht auf die Pendlerströme sah der Fahrplan ab 2007 diese Ein-/Aussteige-Halte vormittags für die in Richtung Mainz fahrenden RB vor, ab Mittag für die nach Alzey fahrenden. Das Kreuzen der RE in Gonsenheim indes bedeutete zwei Jahrzehnte lang für mindestens einen der beiden Züge einen längeren innerbetrieblichen Aufenthalt, obwohl die RE eigentlich die Schnellverbindung zwischen Mainz und Alzey bilden sollten und den Fahrgästen kein Halt in Gonsenheim kommuniziert wurde.
Um diese beiden unbefriedigenden Punkte zu beseitigen, wurden die Taktzeiten der Strecke komplett neu konzipiert. Hierzu (und um mehr Flexibilität bei der Wahl der Kreuzungsorte zu erreichen) wurde der Haltepunkt Wörrstadt zum Fahrplanwechsel im Dezember 2014 wieder mit einem (einige Jahre zuvor abgebauten) zweiten Gleis versehen und so im Sinne der Fachterminologie wieder zu einem Bahnhof. Seit der Verschiebung der Taktzeiten im Dezember 2014 kreuzen während des Grundtakts tagsüber die RE-Züge untereinander in Wörrstadt, die RB-Züge untereinander in Nieder-Olm und die RB- mit den RE-Zügen in Mainz-Marienborn (wo die RE ohne Halt durchfahren). Frühmorgens, spätabends sowie wochentags bei einer Verbindung mittags („Schülerzug“) gibt es durch Taktabweichungen auch weiterhin Kreuzungen in Mainz-Gonsenheim oder Saulheim, ebenso im Falle von Verspätungen.

#### Alzey

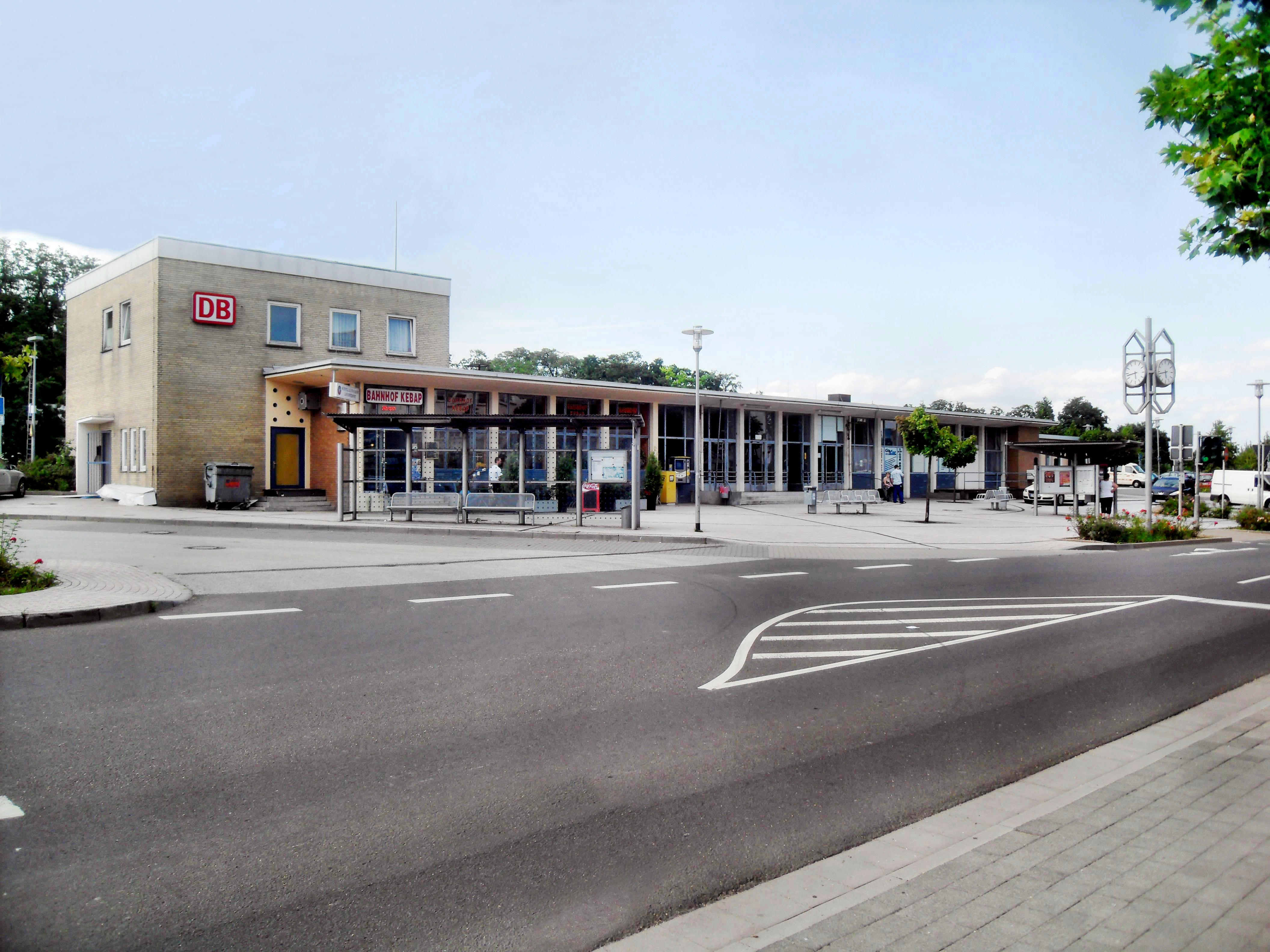
Bahnhof Alzey

### Bahnhöfe, Haltepunkte und Anschlüsse

#### Albig
Der Haltepunkt Albig bedient die gleichnamige Ortsgemeinde im Landkreis Alzey-Worms, die zur Verbandsgemeinde Alzey-Land gehört.

#### Saulheim

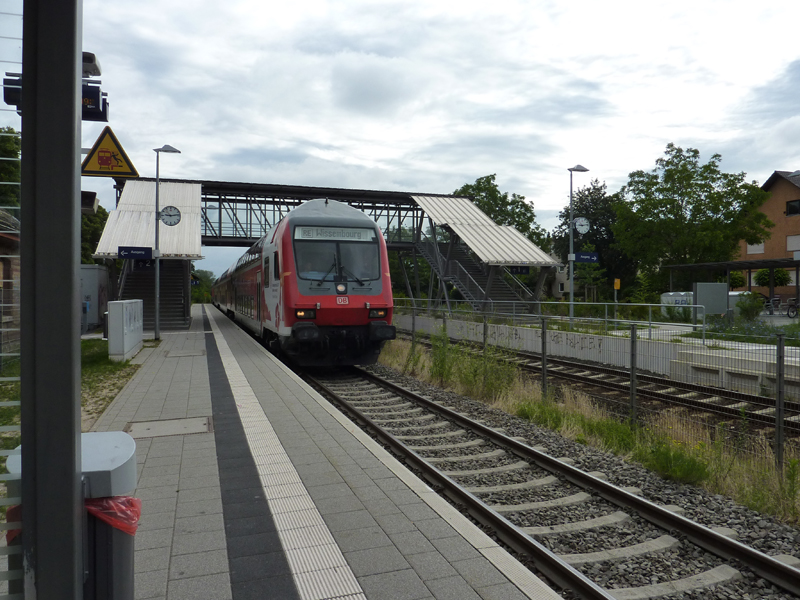
Bahnhof Saulheim, Regional-Express (Elsass-Express) aus Mainz kommend, nach Wissembourg (2011)

Der Bahnhof Saulheim bedient die gleichnamige Ortsgemeinde, die zur Verbandsgemeinde Wörrstadt gehört. Er gehört der Preisklasse 6 an. 2015 wurde ein neuer, zusätzlicher Haltepunkt Obersaulheim angekündigt.

#### Nieder Olm
Der Bahnhof Nieder Olm liegt im Osten des Ortskerns der Stadt Nieder-Olm. Aufgrund der Anwendung der preußischen Rechtschreibregeln von 1910 bei den Bahnen im Großherzogtum Hessen, die der Preußisch-Hessischen Eisenbahngemeinschaft unterstanden, schreibt sich die Bahnhofsbezeichnung ohne Bindestrich. Der Bahnhof gehört zur Preisklasse 6.

#### Klein Winternheim-Ober Olm
Klein Winternheim-Ober Olm ist die Bezeichnung des Haltepunkts, der die beiden namensgebenden Gemeinden bedient. Aufgrund der Anwendung der preußischen Rechtschreibregeln von 1910 bei den Bahnen im Großherzogtum Hessen, die der Preußisch-Hessischen Eisenbahngemeinschaft unterstanden, schreibt sich die Bahnhofsbezeichnung – im Gegensatz zum Ortsnamen Ober-Olm – ohne Bindestrich. Der Haltepunkt liegt am nordwestlichen Ortsrand von Klein-Winternheim. Das Empfangsgebäude brannte am 12. Juni 1985 kurz nach einer Renovierung vollständig ab und wurde nicht mehr ersetzt.

#### Mainz Kleiner Sand
An der freien Strecke zwischen Gonsenheim und Waggonfabrik zweigten zwei Anschlüsse zu großen Militäreinrichtungen ab. Der südliche verließ das Streckengleis von Süden aus gesehen nach links kurz vor der Gonsbachbrücke, verlief in enger Linkskurve unmittelbar am heute noch bestehenden Vereinsheim der Maletengarde vorbei, überquerte die Straße „An der Bruchspitze“ einschließlich der Straßenbahngleise und führte dort in die MIP Mainz Industries Panzerwerke, die sich auf dem Gelände des heutigen Wohngebiets „Gonsbachterrassen“ erstreckten und bis 1994 unter Entfaltung erheblichen Lärms große Mengen von Panzern reparierten und testeten, welche auf dem Schienenweg an- und abtransportiert wurden. Etwas weiter nördlich zweigte ein zweites Anschlussgleis vom Streckengleis nach rechts ab, welches weitere Werkstattanlagen der US Army anband, die sich auf dem Gelände des heutigen Baseballstadions der Mainz Athletics befanden.

#### Mainz Waggonfabrik
Der Haltepunkt Mainz Waggonfabrik wurde nachträglich errichtet und 1901 eröffnet. Anfangs durften ihn nur Arbeiter nutzen, „die in der Richtung Alzey–Mombach mit Arbeiter-Wochenkarten oder Arbeiter-Rückfahrkarten versehen sind.“ Er bediente vor allem die namengebende Waggonfabrik Gebrüder Gastell. Ursprünglich trug der Haltepunkt die Bezeichnung Waggonfabrik und wurde erst später in Mainz Waggonfabrik umbezeichnet.
Bis 2011 wurde der Haltepunkt aus Mitteln des Konjunkturpakets II barrierefrei umgebaut. Auf einer Länge von 170 Metern und auf einer Breite von 2,75 Metern wurde der Bahnsteig um 50 Zentimeter erhöht.

## Verkehr
Die Strecke wird heute von der Regionalbahnlinie RB 31 und der Regional-Express-Linie RE 13 bedient. Bis zum Fahrplanwechsel im Dezember 2014 wurde der Verkehr von DB Regio durchgeführt, danach übernahm die vlexx GmbH die Linie von Mainz bis Kirchheimbolanden. Das Unternehmen hatte die Ausschreibung des Personenverkehrs gewonnen.

## Fahrzeuge

### DB Regio

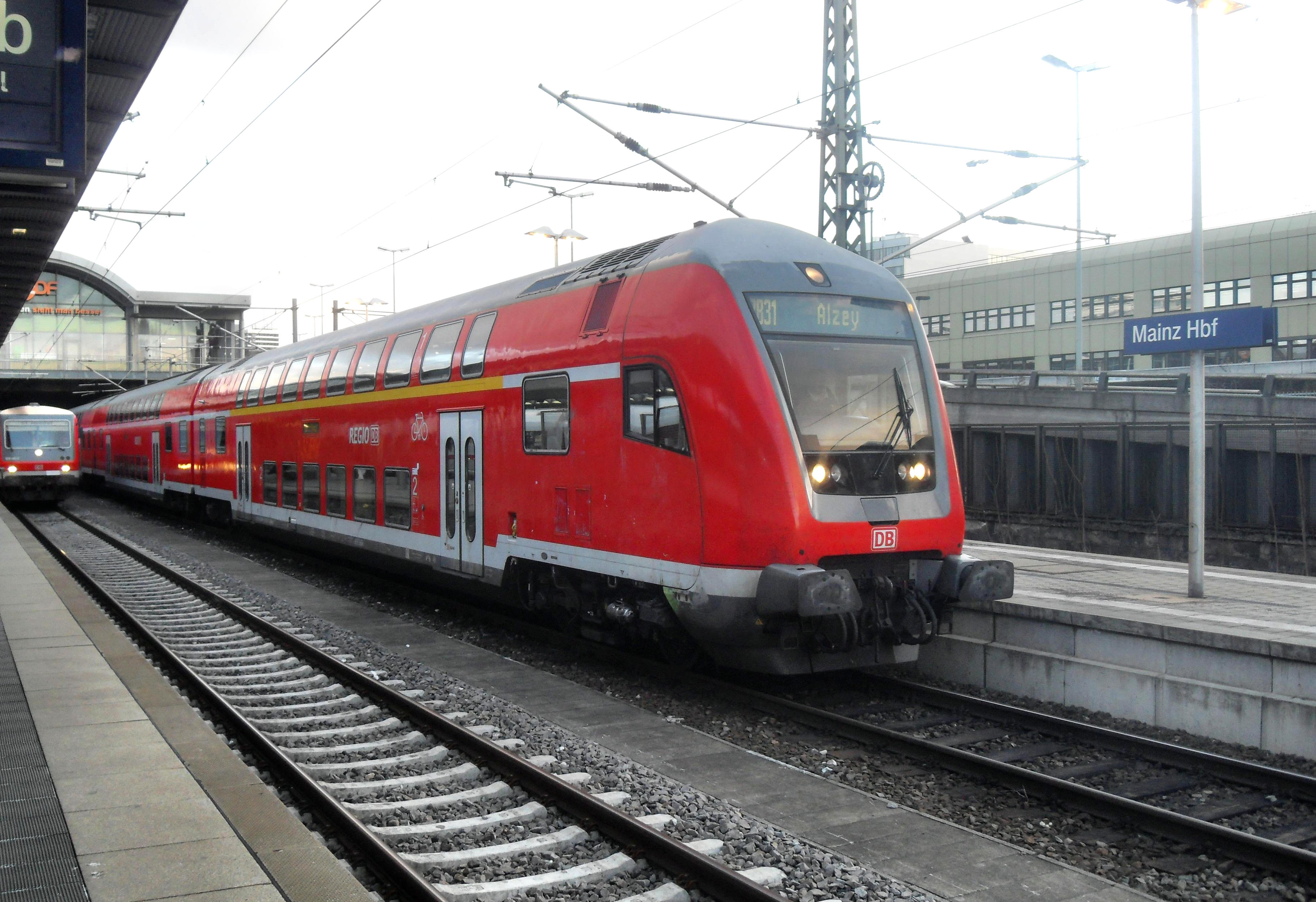
Regionalbahn im Mainzer Hauptbahnhof auf dem Weg nach Alzey (2009)

Die Strecke wurde sowohl mit drei Doppelstockwagen und einer Diesellokomotive der Baureihe 218 als auch mit Dieseltriebwagen der Baureihe 628, oft auch in Doppeltraktion, bedient. Eigens für diese Strecke wurde im Übrigen auch die Baureihe 629, eine Abwandlung der Baureihe 628, zum Einsatz auf dieser sehr steigungsreichen Strecke ins Leben gerufen.

### vlexx

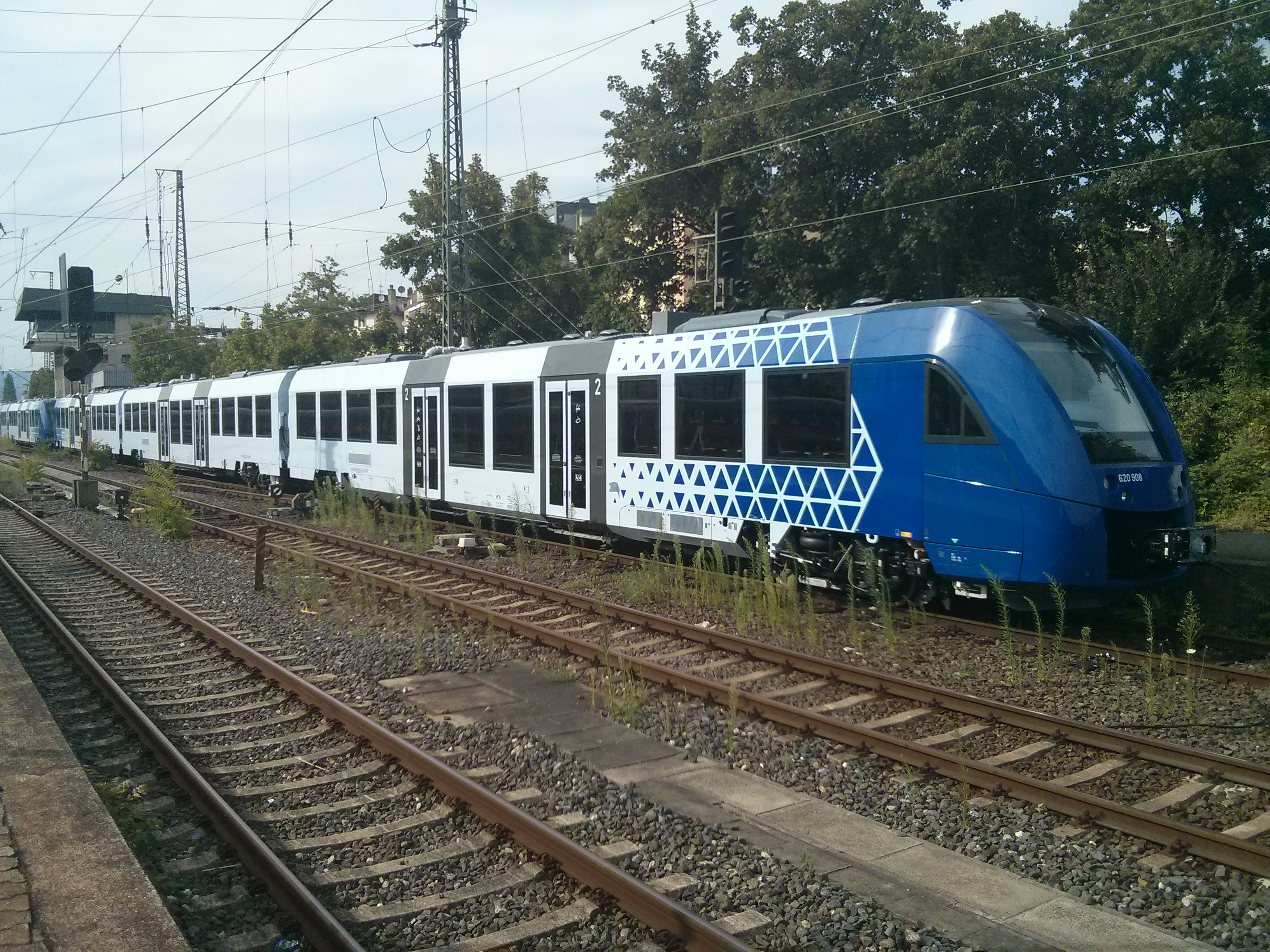
Triebwagen vom Typ LINT 81 bei Testfahrten in Mainz, Juli 2014

Die vlexx GmbH setzt seit Dezember 2014 Fahrzeuge vom Typ Alstom Coradia LINT ein. Zum einen Coradia LINT 54 als zweiteilige Dieseltriebwagen mit 162 Sitzplätzen und dreiteilige Dieseltriebwagen vom Typ Coradia LINT 81 mit 264 Sitzplätzen.